# John Crowe Ransom
John Crowe Ransom, född 30 april 1888 i Pulaski, Tennessee, död 3 juli 1974 i Gambier, Ohio, var en amerikansk lärare, forskare, litteraturkritiker, poet, essäist och redaktör. Han anses vara en av grundarna av den nya kritikerskolan New Criticism.

## Biografi
Ransom var son till metodistpastorn John James Ransom (1853-1934) och dennes hustru Sara Ella (Crowe) Ransom ( 1859-1947). Han växte upp i Spring Hill, Franklin, Springfield, och Nashville, Tennessee. Han undervisades i hemmet till tio års ålder. Från 1899 till 1903, gick han i Bowen School, en kommunal skola vars rektor var Vanderbilt alumn Angus Gordon Bowen.
Ransom började studera på Vanderbilt University i Nashville vid femton års ålder, och tog som förste elev i sin klass examen 1909. Han avbröt sina studier under två år för att undervisa på Taylors High School i Taylorsville, Mississippi, följt av undervisning i latin och grekiska vid Haynes-McLean School i Lewisburg, Tennessee. Efter undervisning ett år i Lewisburg, valdes han som Rhodes-stipendiat. Han deltog i Oxford University 's Christ Church, 1910-1913, där han läste "Greats", som kursen i grekiska och latinska klassiker kallas. 
Ransom började arbeta vid engelska institutionen vid Vanderbilt University år 1914. Under första världskriget tjänstgjorde han som artilleriofficer i Frankrike. Efter kriget återvände han till Vanderbilt. Han var en av grundarna av The Fugitives, en sydlig litterär grupp av sexton författare som fungerade främst som ett slags poesiverkstad och med deltagare som Donald Davidson, Allen Tate, och Robert Penn Warren. Under deras inflytande, började Ransom, vars första intresse hade varit filosofi (särskilt John Dewey och amerikansk pragmatism) började skriva poesi.  
The Fugitive Group hade ett särskilt intresse för modernistisk poesi och under Ransoms redaktörskap, startade en kortvarig men mycket inflytelserik tidskrift, kallad The Fugitive, som publicerade amerikanska modernistiska poeter, huvudsakligen från södern (även om också nordbor som Hart Crane publicerades). 
År 1930, tillsammans med elva andra sydliga agrarer, publicerade han det konservativa, agrara manifestet I’ll take my stand. The South and the Agrarian Tradition, som angrep strömmen av industrialismen, som tycktes sopa undan den traditionella sydliga kultur.  Agrarerna trodde att söderns tradition, rotad i pre-inbördeskrigets jordbruksmodell, var svaret på dess ekonomiska och kulturella problem.
År 1937 accepterade han en tjänst vid Kenyon College i Gambier, Ohio. Han startade där och var redaktör för Kenyon Review, och fortsatte som redaktör fram till sin pensionering 1959.  År 1966 valdes han till amerikanska Academy of Arts och Letters. Trots hans korta poetiska karriär och begränsade utgivning, vann Ransom Bollingen Prize for Poetry 1951 och hans Selected Poems, 1963, fick National Book Award följande år.
Ransom var en ledande figur inom den skola av litterär kritik som kallas New Criticism, som fått sitt namn från hans volym av essäer The New Criticism, 1941. Denna nya kritiska teori, som dominerade amerikanskt litterärt tänkande under hela mitten av 1900-talet, betonade närläsning och kritik baserad på texterna själva snarare än på icke-text partiskhet eller icke-text historia. I sin banbrytande essä, Criticism, Inc., 1937, angav han sin ideala form av litterär kritik som säger att "kritiken måste bli mer vetenskaplig eller exakt och systematisk."

### Diktsamlingar
- Chills and Fever (A.A. Knopf, 1924).
- Grace after Meat (1924).
- God without thunder: an unorthodox defense of orthodoxy (Archon Books, 1965).
- Two Gentlemen in Bonds (Knopf, 1927).

### Antologier
- The Poetry of 1900-1950 (1951).
- The Past Half-century in Literature: A Symposium (National Council of English Teachers, 1952).
- Poems and Essays (Random House, 1965).
- Beating the bushes: selected essays, 1941-1970 (New Directors, 1972).

### Textbook
- A College Primer of Writing (H.Holt and Company, 1943).